# 에리카 제인
에리카 제인(Erika Jayne, 1971년 7월 10일 ~ )은 미국의 가수, 방송인, 배우이다.

## 음반 목록
- Pretty Mess (2009)